# Parasphaerosyllis uschakovi
Parasphaerosyllis uschakovi är en ringmaskart som först beskrevs av Chlebovitsch 1959.  Parasphaerosyllis uschakovi ingår i släktet Parasphaerosyllis och familjen Syllidae. Inga underarter finns listade i Catalogue of Life.